# Photo Booth
Photo Boothとは、Appleが開発するソフトウェアである。iSightを内蔵するMacに付属するほか、Mac OS X v10.5にもバンドルされている。Macに搭載されたiSightで写真を撮影し、さまざまなエフェクトを加えてユーモラスに表示することができる。また、iChatなどのインスタントメッセンジャーと連携する機能も備えている。
iPadOSにも搭載されており、macOSと同様の機能が利用できる。